# Natalja Czikina
Natalja Czikina (ros. Наталья Чикина; ur. 1 lutego 1975 w Ałmaty) – kazachska skoczkini do wody, olimpijka.
Uczestniczka igrzysk olimpijskich w Atlancie i Sydney. Na obu imprezach startowała w skokach z wieży, w których zajmowała odpowiednio 15. i 9. miejsce.